# 第五型磷酸二酯酶抑制劑

西地那非 (威而剛) 的分子結構

第五型磷酸二酯酶抑制劑（phosphodiesterase type 5 inhibitor）也稱為PDE5抑制剂，是一種抑制第五型環磷酸鳥苷特異性磷酸二酯酶對血管內壁平滑肌細胞中的環磷酸鳥苷分解作用的藥物。透過抑制陰莖海綿體血管中的環磷酸鳥苷分解，這類藥物是最早被核准用於治療勃起功能障礙的有效口服藥物。由於其作用對象第五型環磷酸鳥苷特異性磷酸二酯酶也存在肺臟的動脈平滑肌當中，第五型磷酸二酯酶抑制劑也可用於治療肺高壓。

## 適應症與禁忌症
西地那非、他達拉非以及伐地那非等第五型磷酸二酯酶抑制劑在臨床上被用於治療勃起功能障礙。當中西地那非與他達拉非也被核准用來治療肺高壓。西地那非是最早被發現的第五型磷酸二酯酶抑制劑，它在尋找治療心絞痛的新藥時被發現，2002年的研究指出它能促進中風後的神經增生。
第五型磷酸二酯酶抑制劑可以單獨使用也可以與其他藥物併用治療肺高壓。相對於其他肺高壓用藥，它的作用時間較長且副作用較少。目前證據顯示使用第五型磷酸二酯酶抑制劑的肺高壓患者的心肺功能得到改善，但還不清楚用藥是否可以改善存活率。
第五型磷酸二酯酶抑制劑不可與單硝酸異山梨酯與硝酸異山梨酯等硝酸鹽類藥物同時服用，同時服用產生的藥物交互作用可能造成致命性低血壓或心肌梗死，因心血管疾病風險被醫師建議不可進行性行為的人也不可服用第五型磷酸二酯酶抑制劑。

## 不良反應
第五型磷酸二酯酶抑制劑造成的藥物不良反應常與服用劑量有關。頭痛是常見的不良反應之一，在服用第五型磷酸二酯酶抑制劑的病人中發生率超過百分之十。其他常見的不良反應包括頭暈、潮紅、消化不良、鼻塞或鼻炎等。
美國食品藥物監督管理局於 2007 年將突發性聽覺障礙列入第五型磷酸二酯酶抑制劑包裝上的警示。同年也有研究指出第五型磷酸二酯酶抑制劑可能造成前部視神經缺血性病變。特定的第五型磷酸二酯酶抑制劑有各自的不良反應，這些不良反應會在藥物各自的專屬頁面中列出。

## 藥物交互作用
第五型磷酸二酯酶抑制劑主要由細胞色素P450中的CYP3A4代謝，因此能抑制或強化CYP3A4作用的藥物都與第五型磷酸二酯酶抑制劑有潛在的交互作用。與第五型磷酸二酯酶抑制劑有潛在交互作用的藥物包括用在抗逆轉錄病毒藥物的蛋白酶抑制劑、酮康唑、以及伊曲康唑。另外，第五型磷酸二酯酶抑制劑不可與季戊四醇四硝酸酯或硝酸甘油等硝酸鹽類血管擴張劑併用，因併用時可能引發嚴重的低血壓，甚至可能造成生命危險。

## 代表藥物
西地那非（英語：Sildenafil）是首個被發現的第五型磷酸二酯酶抑制劑，其他的衍生藥物包括有自然生成或合成的的第五型磷酸二酯酶抑制劑。
- 阿伐那非（英语：avanafil）
- 羅地那非（英语：lodenafil）
- 米羅那非（英语：mirodenafil）
- 西地那非
- 他達拉非
- 伐地那非
- 烏地那非（英语：udenafil）
- 紮普司特（英语：zaprinast）
- 淫羊藿甙（英语：Icariin）：原為一天然產物，其抑制效果較弱，且目前僅有體外實驗證據[18][19]，後續也開發出此分子的化學衍生物[20]。
- 本紮那非（英语：benzamidenafil）
- 達生他非（Dasantafil）

上列藥物雖然均偏好抑制第五型磷酸二酯酶，但並非絕對專一，尤其在高劑量時亦可能抑制其他酵素的作用。舉例來說，西地那非也會抑制第六型磷酸二酯酶與第九型磷酸二酯酶，對於第六型磷酸二酯酶的抑制被認為是視覺異常副作用的主要機轉。同樣的，他達拉非不只會抑制第五型，它也會作用在第十一型磷酸二酯酶。雖然具有非專一性作用的潛力，現有第五型磷酸二酯酶抑制劑的專一性在臨床實務上已經足夠，非專一性作用一般並不造成問題。
咖啡因是一種非專一性的磷酸二酯酶抑制劑，在非毒性劑量下會抑制第五型磷酸二酯酶。咖啡因抑制第五型磷酸二酯酶的機轉與西地那非相似。

## 作用機轉
勃起的過程有一部分需要一氧化氮的參與，在受到性刺激後，一氧化氮會在陰莖海綿體的血管中釋放，並活化鳥苷酸環化酶，使環磷酸鳥苷的濃度上升。高濃度的環磷酸鳥苷使得血管壁的平滑肌舒張，並增加陰莖海綿體中的血流供應而造成勃起。第五型磷酸二酯酶抑制劑阻止第五型磷酸二酯酶分解環磷酸鳥苷，由此增加在性刺激時的陰莖血流量。這個作用機轉使得第五型磷酸二酯酶抑制劑在不受性刺激時不會發生作用。